# Daisuke Higuchi
Daisuke Higuchi (樋口 大輔, Higuchi Daisuke, 10 de maio de 1966) é uma mangaká japonesa, mais conhecida pela criação da série Whistle!. Ela é muitas vezes confundida com um homem, porque Daisuke é nome normalmente atribuído a homens.

## História
Nascida em Gunma, foi reconhecida no mundo dos mangás ao receber o terceiro prémio nos Prémios Osamu Tezuka de 1992. Em 1998, tornou-se conhecida pelo seu mangá sobre futebol Whistle!, tendo sido influenciada após ter ido a França assistir ao Campeonato do Mundo de Futebol de 1998. Devido ao sucesso de Whistle! no Japão e à sua popularidade crescente entre os fãs do futebol na América do Norte, Higuchi dirigiu pessoalmente a criação de um anime com 39 episódios baseado no mangá.

## Trabalhos

### Mangá
- 1992 - Itaru - conto
- 1992 - Singing Flame - conto
- 1994 - X-Connection - conto
- 1997 - Break Free! - conto
- 1998/2003 - Whistle! - série de 24 volumes
- 2001 - X-Connection 2001 - conto
- 2004 - NOIZ - conto
- 2005/2006 - Go Ahead - séries de 4 volumes
- 2008 - Seirei Gakusha Kidan Reikyou Kaden (精霊学者綺談 黎鏡花伝), adaptado para o anime Beans Ace da Kadokawa Shoten - 2 volumes
- 2009–presente - Dokushi (ドクシ -読師-), adaptado para o anime Comic Birz - 3 volumes

### Anime
- 2002 - Whistle! (como criadora original)